# Cresson
Cresson is een plaats (borough) in de Amerikaanse staat Pennsylvania, en valt bestuurlijk gezien onder Cambria County.

## Demografie
Bij de volkstelling in 2000 werd het aantal inwoners vastgesteld op 1631. In 2006 is het aantal inwoners door het United States Census Bureau geschat op 1521, een daling van 110 (-6,7%).

## Geografie
Volgens het United States Census Bureau beslaat de plaats een oppervlakte van 1,3 km², geheel bestaande uit land. Cresson ligt op ongeveer 634 m boven zeeniveau.

## Plaatsen in de nabije omgeving
De onderstaande figuur toont nabijgelegen plaatsen in een straal van 8 km rond Cresson.

## Geboren in Cresson
- Robert Edwin Peary (1856-1920), ontdekkingsreiziger